# Jaan de Graaf
Jaan de Graaf (né le 28 juillet 1955 à Spakenburg aux Pays-Bas) est un ancien joueur de football néerlandais, qui évoluait au poste d'attaquant et qui a débuté dans le football amateur avant de jouer pour l'AZ Alkmaar et Go Ahead Eagles. Il est réputé pour avoir toujours refusé de jouer le dimanche,.
Il était l'un des principaux joueurs d'IJsselmeervogels lorsqu'ils atteignirent les demi-finales de la coupe des Pays-Bas en 1975.

## Biographie
Jaan de Graaf grandit à Spakenburg, un village de pêcheur dans la province d'Utrecht où la religion a une place très importante. De Graaf débute dans l'équipe première d'IJsselmeervogels le 2 juin 1973 lors d'un match de la coupe nationale amateur face au PPSC où il marque le but du 6 à 2. Il travaille alors comme vendeur sur les marchés.
Malgré des bonnes performances et son succès en coupe des Pays-Bas avec IJsselmeervogels au cours de la saison 1974-1975, il décline plusieurs offres de clubs professionnels pour ne pas à avoir à jouer le dimanche. Il signe finalement à l'AZ Alkmaar en 1978 lorsque le club conçoit à ne pas le faire jouer le dimanche. Il joue alors essentiellement les matchs à domicile que l'AZ a l'habitude de jouer le samedi soir. Lors de sa première saison à Alkmaar, il est titulaire lors des deux matchs de coupe des Coupes disputé par le club face à Ipswich Town.
Après deux saisons à l'AZ, il rejoint Go Ahead Eagles une saison avant de mettre fin à sa carrière professionnelle et de retourner à IJsselmeervogels.